# Leinemann
Leinemann war eine deutsche Musikgruppe aus Hamburg. Die Band war Teil der Hamburger Szene rund um das Onkel Pö.

## Geschichte
Die Gruppe wurde 1969 von Gottfried Böttger, Jürgen „Jerry“ Bahrs, Uli Salm, Jörn-Christoph „Django“ Seelenmeyer und Ulf Krüger gegründet. 1974 wurde Böttger durch Berry Sarluis und Lorenz „Lonzo“ Westphal ersetzt. Später gehörten auch Karl-Heinz Blumenberg (zuvor Thrice Mice und Altona) und Dieter Borchardt zur Band.
Ursprünglich war Leinemann eine Jazz- und Skiffleband, entwickelte dann aber einen Sound aus Rockmusik und Ragtime und widmete sich später dem Genre Schlager. 1971 erschien ihre erste Langspielplatte, auf der Leinemann ausschließlich englischsprachige Titel singen. Ende der 1970er Jahre wurde es um die Band ruhiger.
Einen Neuanfang startete Leinemann mit deutschsprachigen Titeln. 1980 hatte sie ihren ersten größeren Erfolg mit Volldampf-Radio, einer Coverversion des Matchbox-Hits Midnite Dynamos aus demselben Jahr (Auftritt im Oktober 1980 in der ZDF-Hitparade). 1981 trat die Gruppe beim Vorentscheid zum Grand Prix Eurovision an und kam mit dem Titel Das Ungeheuer von Loch Ness auf Platz fünf. Im Februar 1982 belegte die Band mit dem Titel Keine Angst vor’m Rock ’n’ Roll Platz 1 der ZDF-Hitparade. Beim Vorentscheid 1983 erreichte der Titel Ich reiß’ alle Mauern ein Platz sieben.
1985 hatte Leinemann ihren größten Erfolg mit der Single Mein Tuut Tuut, einer Coverversion des Songs (Don’t Mess With) My Toot Toot von Rockin’ Sidney aus dem Jahr 1984. Im April 1992 trat Leinemann mit dem Titel Nick Nack in der ZDF-Hitparade bei Uwe Hübner auf. Anschließend konnte die Band jedoch nicht mehr an den kommerziellen Erfolg anknüpfen und löste sich schließlich im Jahr 1993 auf.
Von Anfang 2000 an traf sich die Originalbesetzung in unregelmäßigen Abständen zu Benefizveranstaltungen und kleinen Clubkonzerten. Zuletzt traten sie 2009 beim 50. Geburtstag des Cotton Clubs in Hamburg auf.

## Diskografie

### Alben
- 1971 Leinemann's Honky-Tonky-Skiffle-Rock, BASF[3]
- 1972 Piano Skiffle Rock, Philips[4]
- 1973 Last Train To San Fernando, Philips[5]
- 1974 Das ist Leinemann, Philips[6]
- 1974 Lonnie Donegan Meets Leinemann (mit Lonnie Donegan), Philips[7]
- 1975 Leinemann – Live, Philips[8]
- 1976 Lonnie Donegan Meets Leinemann – Country Roads (mit Lonnie Donegan), Philips[9]
- 1976 Deutsch, Philips[10]
- 1977 Hit Torpedo, Philips[11]
- 1978 That Old Fashioned Feeling, Philips[12]
- 1985 Volldampf-Hits (Leinemann tut gut), Teldec[13]
- 1985 Tuut Tuut, Mercury[14]

### Kompilationen
- 1977 The First And The Best (LP), Acanta[15]
- 1978 Lonnie Donegan Meets Leinemann (2LP), Philips,[16] Wiederveröffentlichung der LPs mit Lonnie Donegan
- 2004 Leinemann (CD), Bear Family Records, Sampler englisch
- 2004 Mein Tuut Tuut (CD), Bear Family Records, Sampler deutsch
- 2016 Lonnie Donegan Meets Leinemann (2CD), MiG-Music,[17] Wiederveröffentlichung der LPs mit Lonnie Donegan + 3 Bonustitel

### Singles
- 1970 My Baby Left Me / Can I Get A Whitness, WAM[18]
- 1971 Hey Hey Hey Honey (The Pushbike Song), Cover von The Mixtures / High Society, BASF[19]
- 1973 Grandma / Sun, Sun, Sun, Philips[20]
- 1974 In Hamburg sind die Nächte lang / Türkischer Forellentwist, Philips[21]
- 1976 (Wir heißen) Jerry, Uli, Berry, Ulf & Django / Oh weh, oh je, Philips[22]
- 1977 Mein grünes Beinkleid (My Dixie Darlin'), Cover von Lonnie Donegan / Ich bin verliebt in mein Toupet, Philips[23]
- 1977 Warum immer ich? / Ballade vom Trinker, Philips[24]
- 1978 Colours / Midnight Special, Philips[25]
- 1979 (Mama Mama, Gimme) Medicine, Cover von City Boy / Shalalala Lee, Philips[26]
- 1980 Volldampf-Radio (Midnite Dynamos), Cover von Matchbox / Rock 'n' Roll-Altersheim, Telefunken[27]
- 1981 Keine Angst vor’m Rock ’n’ Roll / Wenn der Rock 'n' Roll Geburtstag hat, Teldec[28]
- 1981 Das Ungeheuer von Loch Ness / Rockabilly-Ringelpietz, Teldec[29]
- 1982 Ein Königreich für'n Autogramm von Elvis / Lonnie Donegan, Teldec[30]
- 1982 Treffpunkt Bärlin (Come On Eileen), Cover von Dexys Midnight Runners / Crazy Daisy (Instrumental for Alexander), Teldec[31]
- 1983 Ich reiß’ alle Mauern ein / Negativ, Teldec[32]
- 1983 Sommerzeit / Wie meine Oma, Teldec[33]
- 1985 Mein Tuut Tuut (My Toot-Toot) / Der Sportler des Jahres, Mercury[34]
- 1985 Alle woll’n das Eine / Oh, Mutter, Mercury[35]
- 1985 Piraten der Liebe (Tip-Top Totenkopp) / S-S-S-Supermann, Mercury[36]
- 1986 Rabberdackdab / Alle Tage Karneval, Mercury[37]
- 1988 Es steht ’ne Kiste Bier in Spanien / Lilly mit den Brillies, Mercury[38]
- 1989 Lust auf Radio / Das Beste am Norden, Mercury für NDR[39]
- 1992 Nick-Nack / Du kleines Ding, Du!, BMG Ariola/RCA[40]
- 1993 Dornröschen – Die Wahrheit / Mein Pferd heißt Knut, Polydor[41]
- 1993 Die Dinosaurier (werden immer trauriger), Cover von Lonzo / Ahoi, Du mein Bayern, Polydor[42]